# Adnan Kaltak
Adnan Kaltak (* 11. April 1986) ist ein ehemaliger österreichischer Fußballspieler und nunmehriger -trainer.

## Karriere

### Als Spieler
Kaltak spielte als Aktiver zunächst in der Jugend des ASKÖ Pasching. Danach war er bis zu seinem Karriereende nach der Saison 2007/08 im Alter von 22 Jahren noch für den ASKÖ Doppl-Hart 74 und den ASKÖ Dionysen aktiv.

### Als Trainer
Nach seinem Karriereende trainierte Kaltak zunächst in der Jugend des ESV Westbahn Linz und ab 2010 bei der Union St. Florian. Ab 2015 war er als Jugendtrainer für die Union Pregarten bzw. nach einer Fusion des Vereins für die SPG Pregarten aktiv. Zur Saison 2018/19 wechselte er zum Zweitligisten SK Vorwärts Steyr, wo er Co-Trainer der Amateure wurde sowie Trainer der U-18-Mannschaft.
Im Jänner 2019 wurde er Cheftrainer der Amateure von Steyr. Im April 2019 wurde er interimistisch Cheftrainer der Zweitligamannschaft der Steyrer, nachdem Gerald Scheiblehner zurückgetreten war. Nach zwei Spielen als Interimstrainer wurde er von Wilhelm Wahlmüller abgelöst und wurde dessen Co-Trainer.
Zur Saison 2019/20 wurde er Trainer des fünftklassigen UFC St. Peter/Au. Im Sommer 2022 erfolgte der Abgang Kaltaks, der mit der Mannschaft stets im Tabellenmittelfeld abschloss. Außerdem endete auch seine Zeit beim SK Vorwärts Steyr, bei dem er parallel zu seiner Zeit beim UFC St. Peter/Aus als in der Saison 2021/22 als Nachwuchsleiter tätig war.
Im Mai 2022, als sich der ASKÖ Donau Linz in der OÖ Liga noch im Abstiegskampf befand, wurde Kaltak als neuer Trainer der Linzer ab dem Sommer vorgestellt. Gleichzeitig übernahm er die Agenden des sportlichen Leiters. Mit dem Klub startete er daraufhin in der fünftklassigen Landesliga Ost in die Saison 2022/23, die er mit der Mannschaft auf dem fünften Tabellenplatz beendete. In der Spielzeit 2023/24 verpasste er mit dem Team den Wiederaufstieg in die Viertklassigkeit nur knapp und wurde mit vier Punkten Rückstand auf die Union Rohrbach/Berg Vizemeister. Auch in der nachfolgenden Spielzeit 2024/25 arbeitete er mit der Mannschaft an der Rückkehr in die OÖ Liga. Nach zwei Niederlagen in Folge endeten Kaltaks Tätigkeiten als Cheftrainer und sportlicher Leiter Mitte Oktober 2024 und er wurde durch Willi Wahlmüller ersetzt.